# スレーニョス
スレーニョス（Sureños）とは、アメリカ合衆国カリフォルニア州に存在するメキシコ系アメリカ人を中心としたストリートギャングの連合体。青色をシンボルカラーに用いる。
メキシコ国境に程近い南カリフォルニア・ロサンゼルスに起源を持ち、500以上の組織がカリフォルニア州全体に分布している。代表的な所属組織にはフロレンシア・13、ホワイト・フェンス、バリオ・ハワイアン・ガーデンズ、バリオ・ロンゴス・13、マラ・サルバトルチャなどが挙げられる。また、フィリピン系ギャングのサタナス、アルメニア系ギャングのアルメニアン・パワーといったヒスパニック以外の組織も少数ではあるが所属している。
スレーニョスは南カリフォルニアのヒスパニック系ギャングの上部団体にあたるメキシカン・マフィアに忠誠を誓う組織で形成され、各々の組織名に“13”を加える事で忠誠の証としている（Mがアルファベットの13番目であるため）。南カリフォルニアのほぼ全てのヒスパニック系ギャングが所属し、対立するノルテーニョス及びその上部団体であるヌエストラ・ファミリアの拠点である北カリフォルニア、更にはテキサスを中心に南部、フロリダなどにも進出している。連合体としては全米最大のギャング組織である。
スレーニョスに所属している組織同士の関係は必ずしも良好という訳ではなく、少なからず抗争や小競り合いが発生している。ただしメキシカン・マフィアによる抗争禁止令が通達される事があり、また、団結して異人種ギャングへの攻撃が推奨された結果、ヴェニスに勢力を拡大してきたクリップスを相手にヴェニス・13と対立するカルヴァー・シティー・ボーイズが共闘し対異人種間抗争に突入した事がある。しかしマラヴィッリャのようにメキシカン・マフィアの高位幹部を輩出しているにもかかわらず服従を拒否した組織も存在する。そういった組織にはメキシカン・マフィアより「グリーンライト」と呼ばれる殺人宣告が出され、他のスレーニョス所属組織や服従を拒否した組織内部の従順な所属メンバーへと命令が下され、命令が解除されるまで死の制裁が加えられる事になる。